# Saronomus capensis
Saronomus capensis es una especie de arácnido  del orden Solifugae de la familia Ammotrechidae.

## Distribución geográfica
Se encuentra en Venezuela y Colombia.